# Saison 27 de Détective Conan
 (octobre 2024).
Chronologie
Saison 26 de Détective Conan Saison 28 de Détective Conan
La saison 27 de Détective Conan a été diffusée du 8 janvier 2022 au 24 décembre 2022 (épisode 1033 à  1067) sur Nippon TV. Elle est composée de 35 épisodes.
Le cinquante-cinquième opening (épisode 1033 à 1048) s'intitule SLEEPLESS, et est interprété par le groupe B'z. Le cinquante-sixième opening (épisode 1049 à 1076) s'intitule SPARKLE, et est interprété par Maki Oguro.
Le soixante-cinquième ending (épisode 1029 à 1038) s'intitule Sweet Moonlight et est interprété par le groupe BREAKERZ. Le soixante-sixième ending (épisode 1039 à 1057) s'intitule Karappo no Kokoro et est interprété par le groupe Sard Underground. Le soixante-septième ending (épisode 1058 à 1073) s'intitule Playmaker et est interprété par le groupe All at Once.
| No | Titre français                                                                                | Titre japonais                             | Titre japonais                              | Date de 1re diffusion |
| No | Titre français                                                                                | Kanji                                      | Rōmaji                                      | Date de 1re diffusion |
| --- | --------------------------------------------------------------------------------------------- | ------------------------------------------ | ------------------------------------------- | --------------------- |
| 1033 | Le plateau de Shôgi du Taiko Meijin - premier coup (files : 1043-1046/tomes : 98-99)          | 太閤名人の将棋盤 (初手編)                  | Taikō Meijin no Shōgi-ban (Shote-Hen)       | 8 janvier 2022        |
| 1034 | Le plateau de Shôgi du Taiko Meijin - deuxième coup (files : 1043-1046/tome : 98)             | 太閤名人の将棋盤 (妙手編)                  | Taikō Meijin no Shōgi-ban (Myōshu-Hen)      | 15 janvier 2022       |
| 1035 | Le plateau de Shôgi du Taiko Meijin - troisième coup (files : 1043-1046/tome : 98)            | 太閤名人の将棋盤 (王手編)                  | Taikō Meijin no Shōgi-ban (Ōte-Hen)         | 22 janvier 2022       |
| Shukichi a changé de comportement ces derniers temps. Bien rasé et bien apprêté, il s’éclipse régulièrement sans laisser à Yumi le début d’une explication. Décidée à résoudre ce mystère, Yumi le prend en filature et découvre que son conjoint entraine des apprentis en shôgi. Sur le chemin, elle embarque Conan qui, ça tombe bien, cherche des informations sur la riche famille Haneda. Arrivé au lieu d’entrainement, l’un des apprentis est retrouvé mort par strangulation. Une récente affaire impliquant la mort d’un joueur de shôgi ressemble étrangement à celle-ci, laissant présager des meurtres en série. Shūkichi se met en danger. Conan et Shūichi Akaï viennent à sa rescousse ! |                                                                                               |                                            |                                             |                       |
| 1036 | Le voile blanc - 1re partie                                                                   | ホワイトアウト(前編)                       | Howaito auto (Zenpen)                       | 29 janvier 2022       |
| 1037 | Le voile blanc - 2e partie                                                                    | ホワイトアウト(後編)                       | Howaito auto (Kōhen)                        | 5 février 2022        |
| Le professeur Agasa emmène avec lui les Détectives Juniors, à l’exception d’Ai qui craint le froid, faire du ski en montagne. Proches de l’arrivée, ils rencontrent deux hommes, leur voiture enlisée dans la neige. Après les avoirs aidés à se dégager, les deux hommes révèlent être venus pour faire de la chasse sportive. Plus tard dans la journée, alors qu’elle est sur un télésiège, Ayumi est témoin du meurtre d’un des deux hommes par l’autre. Ayant remarqué ce détail gênant, celui-ci décide de l’éliminer à son tour. En plein voile blanc, une course poursuite est déclenchée, d’autant que l’assassin n’est pas seul. |                                                                                               |                                            |                                             |                       |
| 1038/WPS2 | Wild Police Story - Dossier Date Wataru (files : 4-6/tome : 1 de Wild Police Story)           | 警察学校編 Wild Police Story CASE 伊達航   | Keisatsu gakkō-hen kēsu Date Wataru         | 12 mars 2022          |
| Cela fait maintenant 1 mois qu’Amuro et sa bande évolue au sein de l’Académie de police. Désormais autorisés à des sorties, c’est au cours de l’une d’elle qu’Amuro découvre le secret qui entoure le père de Date. Ce dernier a dû quitter la police après un an d’hôpital, selon Date, du fait de sa faiblesse lors du braquage d’une supérette. Ce soir, les deux jeunes hommes vont revivre cette expérience. |                                                                                               |                                            |                                             |                       |
| 1039 | Les citrouilles d'Halloween volantes                                                          | 空飛ぶハロウィンカボチャ                   | Soratobu Harowin Kabocha                    | 16 avril 2022         |
| La traditionnelle fête d'Halloween approche, quand 3 voisins débarquent au café Poirot car on leur a volé les citrouilles qu'ils avaient fièrement préparé pour l'occasion. Conan et Azusa partent mener cette enquête pour le moins surprenante. Prologue du film 25 |                                                                                               |                                            |                                             |                       |
| 1040 | Le journal d'enquête d'Ayumi II                                                               | 歩美の絵日記事件簿2                        | Ayumi no Enikki Jikenbo 2                   | 23 avril 2022         |
| Une nouvelle aventure racontée par Ayumi et ses dessins. Cette fois, alors que les Détectives Juniors sont en voiture avec le professeur Agasa, une étrange lumière clignote par la fenêtre d'un immeuble, ce qui attire la foule. Un homme est ligoté, et une bombe est sur le point d'exploser. |                                                                                               |                                            |                                             |                       |
| 1041 | Un alibi inavouable                                                                           | 言えないアリバイ                           | Ienai alibi                                 | 30 avril 2022         |
| En balade en ville, les détectives juniors tombent sur une grand-mère qui se plaint d’avoir été poussée du haut d’un escalier. Aucun témoin. Sauf peut-être un homme qui choisit de garder sa langue. Les détectives décident d'enquêter sur lui, persuadé qu’il prépare un mauvais coup. Désormais accusé, l’homme ne peut s’en sortir qu’en avouant une vérité inavouable. |                                                                                               |                                            |                                             |                       |
| 1042/WPS3 | Wild Police Story - Dossier Kenji Hagiwara (files : 7-9/tome : 2 de Wild Police Story)        | 警察学校編 Wild Police Story CASE 萩原研二 | Keisatsu gakkō-hen kēsu Hagiwara Kenji      | 7 mai 2022            |
| C’est l’été à l’Académie de Police. Matsuda et Hagiwara se voient proposer de rejoindre les démineurs de la Brigade d’intervention. Morofushi, accompagné de Date, continue son enquête sur l’homme au tatouage en forme de verre à pied. C’était sans compter sur un camion fou, trainant une voiture sur une route sans issue. Une histoire qui va resserrer les liens d’amitiés déjà présents. |                                                                                               |                                            |                                             |                       |
| 1043 | La figurine vindicative                                                                       | 復讐のフィギュア                           | Fukushū no Figyua                           | 14 mai 2022           |
| Dans le voisinage de Mitsuhiko, des étudiants d'un club de figurines finissent de peindre leurs œuvres pour un concours. Alors que les Détectives Juniors leur rendent visite, un des étudiants a un accident tragique dans une pièce adjacente au salon où tous les autres étaient réunis. Pourtant, un détail intrigue Conan. |                                                                                               |                                            |                                             |                       |
| 1044 | Le tonjiru sonne l'alerte                                                                     | 豚汁は命がけの合図                         | Tonjiru wa inochigake no aizu               | 21 mai 2022           |
| Conan et Kogorō marchent dans la rue tout en se questionnant sur les interrogations régulières de Megure, comme quoi Kogorō attire les crimes. D’ailleurs, un nouveau crime vient de se produire. Aux côtés des inspecteurs Takagi et Chiba, Kogorō et Conan mènent l’enquête sur une jeune femme assassinée chez elle. Son petit ami accuse le patron de celle-ci, et tout semble aller dans ce sens. Mais sa femme refuse de parler. |                                                                                               |                                            |                                             |                       |
| 1045 | Châtiment divin à un anniversaire - 1re partie (files : 1047-1050/tomes : 98-99)              | 天罰くだる誕生パーティー(前編)             | Tenbatsu kudaru Tanjō Pātī (Zenpen)         | 4 juin 2022           |
| 1046 | Châtiment divin à un anniversaire - 2e partie (files : 1047-1050/tomes : 98-99)               | 天罰くだる誕生パーティー(後編)             | Tenbatsu kudaru Tanjō Pātī (Kōhen)          | 11 juin 2022          |
| Ran, Sera et Sonoko sont invitées à l'anniversaire d'une amie de classe et de sa sœur, mannequin et actrice. Conan, malade, les accompagne car Mouri n'est pas à l'agence ce jour-là. La fête se passe bien jusqu'au moment du gâteau où un des invités tombe, avec le symbole du châtiment divin sur sa tête. Pendant que nos détectives en herbe tentent de résoudre le mystère, Sera aperçoit une étrange pilule dans la boîte à médicaments de Conan. |                                                                                               |                                            |                                             |                       |
| 1047 | Le sinistre jeu du 'mouton rouge' - 1re partie                                                | 赤いヒツジの不気味なゲーム(前編)           | Akai hitsuji no bukimina gēmu (Zenpen)      | 18 juin 2022          |
| 1048 | Le sinistre jeu du 'mouton rouge' - 2e partie                                                 | 赤いヒツジの不気味なゲーム(後編)           | Akai hitsuji no bukimina gēmu (Kōhen)       | 25 juin 2022          |
| Kogorō reçoit un jeune homme qui affirme que sa copine a été enlevée par un mouton rouge. Lorsqu'il se rend sur le lieu du rendez-vous le soir, la fille apparait souriante leur apprenant qu'il s'agit d'un jeu sur les réseaux sociaux. Toutefois, alors que Ran et Conan courent à la rencontre de Kogorō, ils se font dépasser par ce même mouton rouge, et à peine plus loin, un homme est retrouvé tué par coups de couteau. Plus surprenant, la victime et les deux protagonistes de l'enlèvement s'avèrent tous travailler dans le même restaurant. |                                                                                               |                                            |                                             |                       |
| 1049 | La carrière de Megure en danger                                                               | 目暮、刑事人生の危機                       | Megure, Keiji Jinsei no Kiki                | 9 juillet 2022        |
| Une enquête en apparence classique. La police de Tokyo tombe sur un homme, assassiné avec un objet de sa maison. Rapidement, la police appréhende un suspect. Celui-ci était déjà suspect, trois ans auparavant, dans une affaire supervisée par l'inspecteur Megure. Ici, l'homme semble avoir un alibi, mais c'est trop gros pour l'inspecteur, qui fait appel à Kogorō. |                                                                                               |                                            |                                             |                       |
| 1050 | Complot au palais Morikawa - 1re partie                                                       | 森川御殿の陰謀(前編)                       | Morikawa-goten no Inbō (Zenpen)             | 16 juillet 2022       |
| 1051 | Complot au palais Morikawa - 2e partie                                                        | 森川御殿の陰謀(後編)                       | Morikawa-goten no Inbō (Kōhen)              | 23 juillet 2022       |
| Kogoro est appelé par un riche producteur de glaces, qui vit sur son île avec ses trois fils et sa gouvernante. L'homme est sur son lit de mort, et veut réécrire son héritage pour céder toute sa fortune à l'un de ses fils uniquement. Il demande à Kogoro d'enquêter sur les trois afin de décider lequel est le plus digne d'être son successeur. Mais rien ne se passera comme prévu, et dès le début l'ambiance est électrique entre les trois possibles héritiers, jusqu'à ce que l'un soit déclaré manquant. |                                                                                               |                                            |                                             |                       |
| 1052 | Les Detective Boys testent leur courage                                                       | 少年探偵団の肝試し                         | Shōnen Tantei-dan no Kimodameshi            | 30 juillet 2022       |
| Les Détectives Juniors tombent sur une mode sur le net : celle d'explorer des lieux hantés et de les filmer. Il se trouve qu'ils entendent justement parler d'un ancien hôpital abandonné où roderaient un homme en fauteuil roulant, un bébé rouge et une chirurgienne armée d'un scalpel. Ils partent explorer ce lieu étrange. |                                                                                               |                                            |                                             |                       |
| 1053 | Des braises tombées sur une ferme - 1re partie (files : 1051-1054/tome : 99)                  | 牧場に墜ちた火種(前編)                     | Bokujō ni Ochita Hidane (Zenpen)            | 6 août 2022           |
| 1054 | Des braises tombées sur une ferme - 2e partie (files : 1051-1054/tome : 99)                   | 牧場に墜ちた火種(後編)                     | Bokujō ni Ochita Hidane (Kōhen)             | 13 août 2022          |
| Accompagnés de leur professeur Mlle Kobayashi et de l'inquiétante assistante Mlle Wakasa, les Détectives Juniors vont chercher des poules dans une ferme qui va bientôt être détruite. Dans le bus, trois hommes étranges qui se rendent aussi à la ferme, avec un objectif différent, sont présents. Mais aussi Amuro qui semble en mission. Sur place, pas de poules à première vue, ni de propriétaire, et une étrange pièce de Shogi au sol. |                                                                                               |                                            |                                             |                       |
| 1055 | Un fantôme réclamant vengeance                                                                | 幽霊になって復讐を                         | Yūrei ni natte Fukushū o                    | 3 septembre 2022      |
| Etonnant personnage cet homme que croisent Kogoro et Conan en visitant un ami à l'hôpital ! Tandis qu'il apprend qu'il lui reste moins de six mois à vivre, il se réjouit, et se félicite même d'avoir contracté une assurance vie au nom de sa femme. Mais l'affaire s'assombrit lorsqu'il est retrouvé, quelques jours plus tard, mort dans sa baignoire. Suicide ou meurtre, l'affaire ne s'arrête pas là et le fantôme de cet homme revient hanter les rues de Beika... |                                                                                               |                                            |                                             |                       |
| 1056 | « Je veux le récupérer »                                                                      | あの人を取り戻したい                       | Ano Hito o Torimodoshitai                   | 17 septembre 2022     |
| Un homme en voiture, un chat sur la route, embardée et un piéton fini renversé. Le fautif, paniqué, décide d'embarquer l'accidenté pour l'hôpital, dit-il sous l'œil d'un témoin. Mais il n'est pas amené à l'hôpital. Plus tard la compagne de l'homme accidenté appelle l'agence de Kogoro pour qu'il retrouve son mari à tout prix. Mais le prix se révèle élevé, car le cadavre a en réalité été pris en otage. Qui a besoin d'un corps à ce point ? Et qui s'amuse à demander une rançon pour un cadavre ? |                                                                                               |                                            |                                             |                       |
| 1057 | Les malfaiteurs                                                                               | わるいやつら                               | Warui Yatsura                               | 24 septembre 2022     |
| Les Détectives Juniors sont de sortie. Alors qu'ils se promènent dans la rue, ils entendent des cris dans une maison avoisinante. N'écoutant que leur courage, ils se ruent à l'intérieur et tombent nez-à-nez avec une dame et sa belle-mère qui viennent de faire une chute du haut des escaliers. Mais la marâtre les accuse d'être des cambrioleurs quand elle les aperçoit. Nos jeunes héros restent à proximité, et se rendent compte que le mari de la dame est en train de nettoyer le haut de l'escalier. Plus tard, alors que les deux femmes partent faire un jogging, elles se font renverser par une voiture et sont amenées aux urgences grâce aux DJ qui venaient d'aider l'homme. Qui était la personne à bord de la voiture, pourquoi en vouloir à ces deux femmes ? Une enquête par Conan et ses jeunes amis. |                                                                                               |                                            |                                             |                       |
| 1058 | L'homme aux côtés de la police                                                                | 警察に居座った男                           | Keisatsu ni isuwatta otoko                  | 1er octobre 2022      |
| La division 1 de la brigade patine. L'homme qu'ils ont arrêté deux jours plus tôt pour meurtre, qui a avoué et s'est rendu n'est pas le seul à avoir tenté de tuer la victime. Rien ne colle dans ce qu'il raconte, ni l'heure du crime, ni l'arme, ni la méthode pour entrer dans le domicile. Qui donc est le réel meurtrier et comment s'y est-il pris ? |                                                                                               |                                            |                                             |                       |
| 1059 | Yoko Okino et le grenier clos - 1re partie (files : 1055-1057/tome : 99)                      | 沖野ヨーコと屋根裏の密室(前編)             | Okino Yōko to Yaneura no Misshitsu (Zenpen) | 8 octobre 2022        |
| 1060 | Yoko Okino et le grenier clos - 2e partie (files : 1055-1057/tome : 99)                       | 沖野ヨーコと屋根裏の密室(後編)             | Okino Yōko to Yaneura no Misshitsu (Kōhen)  | 15 octobre 2022       |
| Yoko Okino, la star de Kogoro, passe au bureau du détective pour lui faire part d'une affaire. Alors qu'elle était sur le repérage d'un tournage dans une maison où une disparition à eu lieu un an plus tôt, un des membres de la famille disparaît et est retrouvé mort quatre jours plus tard dans le grenier. Seul indice dans cet étrange cas, une photo de cartes à jouer envoyée par la victime à son frère. Kogoro est bloqué aux toilettes mais l'énigmatique Wakita prend part à l'enquête alors qu'il venait apporter des sushis. |                                                                                               |                                            |                                             |                       |
| 1061/WPS4 | Wild Police Story - Dossier Hiromitsu Morofushi (files : 10-13/tome : 2 de Wild Police Story) | 警察学校編 Wild Police Story CASE.諸伏景光 | Keisatsu Gakkō-hen kēsu Morofushi Hiromitsu | 29 octobre 2022       |
| 1062 | Pluie et spirale négative                                                                     | 雨と悪意のスパイラル                       | Ame to Akui no Supairaru                    | 5 novembre 2022       |
| Alors que les Détectives Juniors jouent au foot, ils envoient par mégarde leur ballon sur une femme, enregistrant un message sur un dictaphone. Elle s'énerve d'abord sur Genta puis fond en excuses lorsqu'elle se rend compte de ce qu'elle fait. Ils se quittent après avoir sympathisé avec la femme, au moment où la pluie se met à tomber. Le lendemain, elle est retrouvée morte dans une voiture abandonnée non loin. Son dictaphone a disparu, mais elle tient une boucle d'oreille dans la main. Un homme dans une camionnette de livraison stationne près de l'endroit où le corps a été retrouvé. Quel lien avec la victime ? |                                                                                               |                                            |                                             |                       |
| 1063 | Un sexeur de poussins en danger                                                               | 狙われたひよこ鑑定士                       | Nerawareta Hiyoko Kantei-shi                | 12 novembre 2022      |
| 1064 | Le dernier amour d'une rêveuse                                                                | 夢見る貴婦人、最後の恋                     | Yumemiru kifujin, saigo no koi              | 19 novembre 2022      |
| 1065 | Un détective, ça ne dort pas                                                                  | 探偵は眠らない                             | Tantei wa Nemuranai                         | 26 novembre 2022      |
| 1066 | Jusqu'à ce que la mort nous sépare                                                            | 死が二人を分かつまで                       | Shi ga Futari o Wakatsu made                | 3 décembre 2022       |
| 1067 | Un quartier commerçant sous le charme                                                         | 恋する商店街                               | Koisuru Shōten-gai                          | 24 décembre 2022      |